# Kari Tolvanen
Kari Tapani Tolvanen, född 24 juli 1961 i Helsingfors, är en finländsk samlingspartistisk politiker och polis. Han är ledamot av Finlands riksdag sedan 2011. Tolvanen är kriminalöverkommissarie.
Tolvanen omvaldes i riksdagsvalet 2015 med 6 531 röster från Nylands valkrets.